# Langenbachstraße 19 (Bonn)

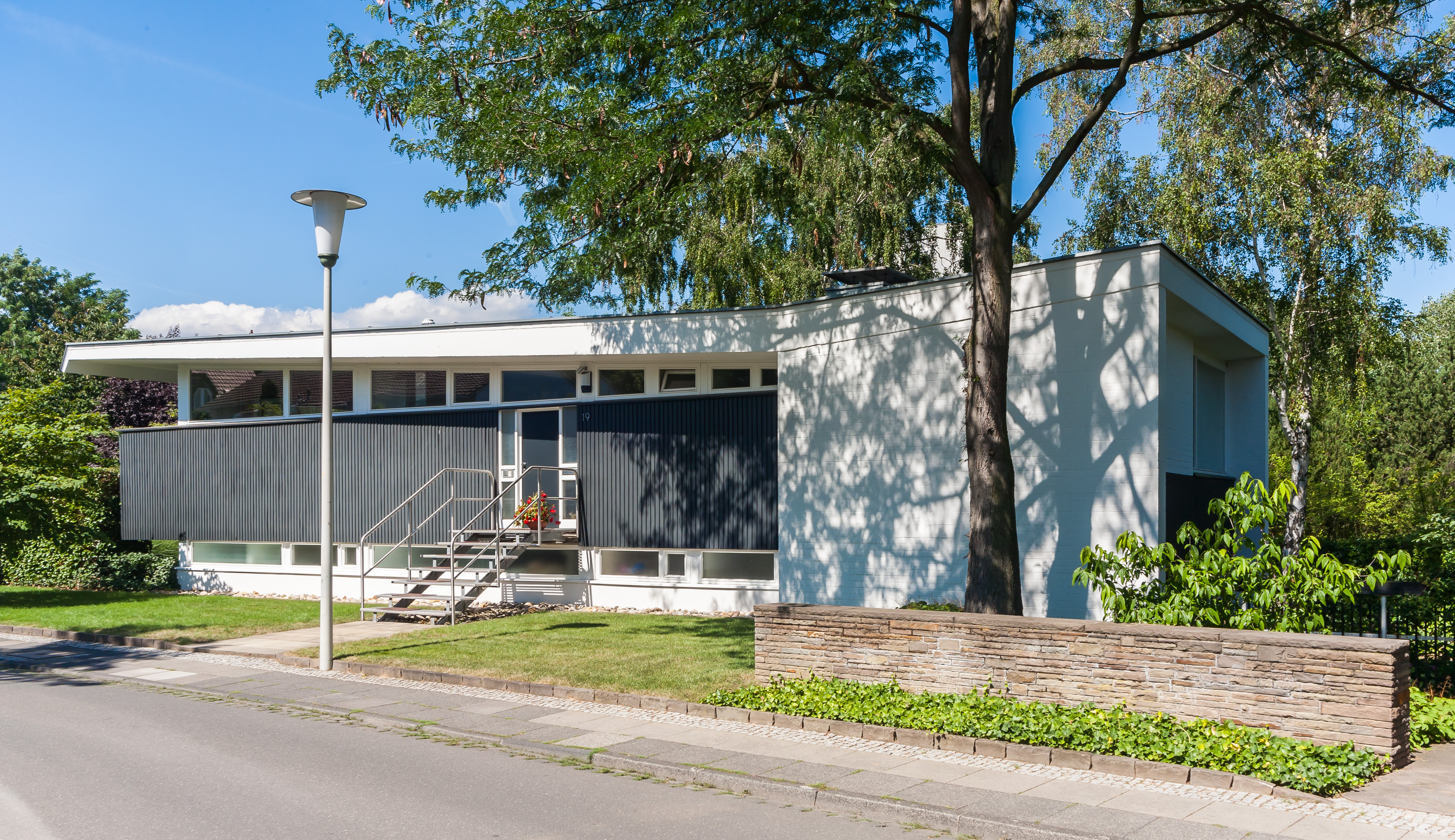
Ehemaliges Atelier- und Wohnhaus Raderschall (2013)

Das Gebäude Langenbachstraße 19 ist ein Wohn- und Bürohaus im Bonner Ortsteil Gronau, das von 1959 bis 1961 errichtet wurde. Es liegt am Rande eines Wohngebiets, des Johanniterviertels. Das Haus steht als Baudenkmal unter Denkmalschutz.

## Geschichte
Das Haus entstand nach einem Entwurf des Bonner Architekten Ernst van Dorp als Wohnhaus mit Atelier für den ebenfalls ortsansässigen Gartenarchitekten Heinrich Raderschall, der mit van Dorp bei einigen Projekten zusammenarbeitete. Die Gestaltung der Gartenanlagen übernahm Raderschall selbst. 1957 war Raderschall auf das Grundstück in der Langenbachstraße, das etwa 800 m² umfasste, aufmerksam geworden und hatte es im selben Jahr erworben.
In den letzten Jahren Bonns als Regierungssitz der Bundesrepublik Deutschland, von spätestens 1996 bis September 2000, war das Haus Sitz der Kanzlei der Botschaft der Republik Costa Rica (→ Liste der diplomatischen Vertretungen).

## Architektur
Das Haus ist ein zweigeschossiger, flachgedeckter Mauerwerksbau auf längsrechteckigem Grundriss, der sich in einer Hanglage in deutlichem Abstand zur Straßenkante befindet. Die Fassade ist in einen linken und größeren, holzverkleideten (beplankte Sandwichplatten) und im Sockelbereich und unter dem Dach mit Fensterbändern versehenen Abschnitt sowie einen rechten und kleineren, aus einem weiß geschlämmten Klinker-Sichtmauerwerk (Kalksandstein) bestehenden, geschlossenen Block gegliedert. Den oberen Abschluss des Gebäudes bilden eine Betondecke und ein Betondach, das am Übergang zwischen dem holzverkleideten und dem gemauerten Bauteil nach oben abknickt.
Zentraler Innenraum ist eine Diele, an die links Wohn- und Esszimmer samt Balkon sowie rechts Küche, Bad und Schlafzimmer angeschlossen sind. Die Gliederung der Fassade und der Dachknick reflektieren diese Aufteilung in einen privaten und halböffentlichen Bereich. Das Untergeschoss nimmt die Büro- bzw. Atelierräume auf und ist ausschließlich über den Garten zugänglich. Der Eingang zum Gebäude liegt an der Straße bergseitig in der Mitte und ist um einige Stufen erhöht.

„Auf die örtlichen Grundstücksgegebenheiten bezogener, im Detail durchdachter und in Material- und Farbwahl abgestimmter Bau, der in der Entwurfskomposition als innovativ für die Zeit um 1960 überzeugt.“